# Kumari Taki
Kumari Taki (né le 6 mai 1999) est un athlète kényan, spécialiste des courses de demi-fond.

## Biographie
Vainqueur des  championnats du monde cadets 2015, il remporte la médaille d'or du 1 500 mètres lors des championnats du monde juniors, à Bydgoszcz, dans le temps de 3 min 48 s 63.

## Palmarès
| Date | Compétition                    | Lieu       | Résultat | Épreuve | Temps         |
| ---- | ------------------------------ | ---------- | -------- | ------- | ------------- |
| 2015 | Championnats du monde jeunesse | Cali       | 1er      | 1 500 m | 3 min 36 s 38 |
| 2016 | Championnats du monde juniors  | Bydgoszcz  | 1er      | 1 500 m | 3 min 48 s 63 |
| 2018 | Jeux du Commonwealth           | Gold Coast | 7e       | 1 500 m | 3 min 38 s 74 |

### Records
| Épreuve | Performance   | Lieu    | Date            |
| ------- | ------------- | ------- | --------------- |
| 1 500 m | 3 min 35 s 83 | Nairobi | 17 février 2018 |